# Звонарёва, Наталья Владимировна
Наталья Владимировна Звонарёва (май 1901, Тамбов — октябрь 1994, Москва) — советский разведчик, подполковник.

## Биография
Обучалась в Тимирязевской сельскохозяйственной академии (1922—1923).
C 1924 года сотрудница Разведывательного управления Штаба РККА. Работала на различных должностях в центральном аппарате, под прикрытием должности сотрудницы полпредства СССР в Вене.
В ноябре 1938 года была уволена из РККА и репрессирована. Позднее восстановлена в РККА. Участник Великой Отечественной войны.

## Награды
- Орден Ленина
- Орден Красного Знамени
- Два ордена Красной Звезды
- Орден Отечественной войны II степени
- Орден «Знак Почёта»

## Семья
Сестра советского разведчика Б. В. Звонарёва.